# Ivan Victor
Ivan Victor (17 februari 1951) is een voormalig Belgische vakbondsbestuurder en politicus voor SP.

## Levensloop
Victor werd in 2001 voorzitter van de BTB, een functie die hij uitoefende tot 16 april 2016. Hij werd in die functie opgevolgd door Frank Moreels.
Daarnaast was hij voorzitter van de Stichting voor Duurzame Visserijontwikkeling (SDVO).